# Pouilly-sur-Vingeanne
Pouilly-sur-Vingeanne ist eine französische Gemeinde mit 136 Einwohnern (Stand: 1. Januar 2022) im Département Côte-d’Or in der Region Bourgogne-Franche-Comté (vor 2016 Bourgogne). Sie gehört zum Arrondissement Dijon und zum Kanton Saint-Apollinaire.

## Geographie
Pouilly-sur-Vingeanne liegt etwa 38 Kilometer nordöstlich von Dijon an der Vingeanne. 
Nachbargemeinden von Pouilly-sur-Vingeanne sind Montigny-Mornay-Villeneuve-sur-Vingeanne im Norden, Vars im Osten, Auvet-et-la-Chapelotte im Südosten, Fahy-lès-Autrey im Südosten und Süden, Saint-Seine-sur-Vingeanne im Süden sowie Fontaine-Française im Südwesten und Westen.

## Bevölkerungsentwicklung
| Jahr                       | 1962 | 1968 | 1975 | 1982 | 1990 | 1999 | 2006 | 2013 | 2019 |
| Einwohner                  | 134  | 119  | 97   | 94   | 81   | 92   | 112  | 116  | 132  |
| Quellen: Cassini und INSEE |      |      |      |      |      |      |      |      |      |

## Sehenswürdigkeiten

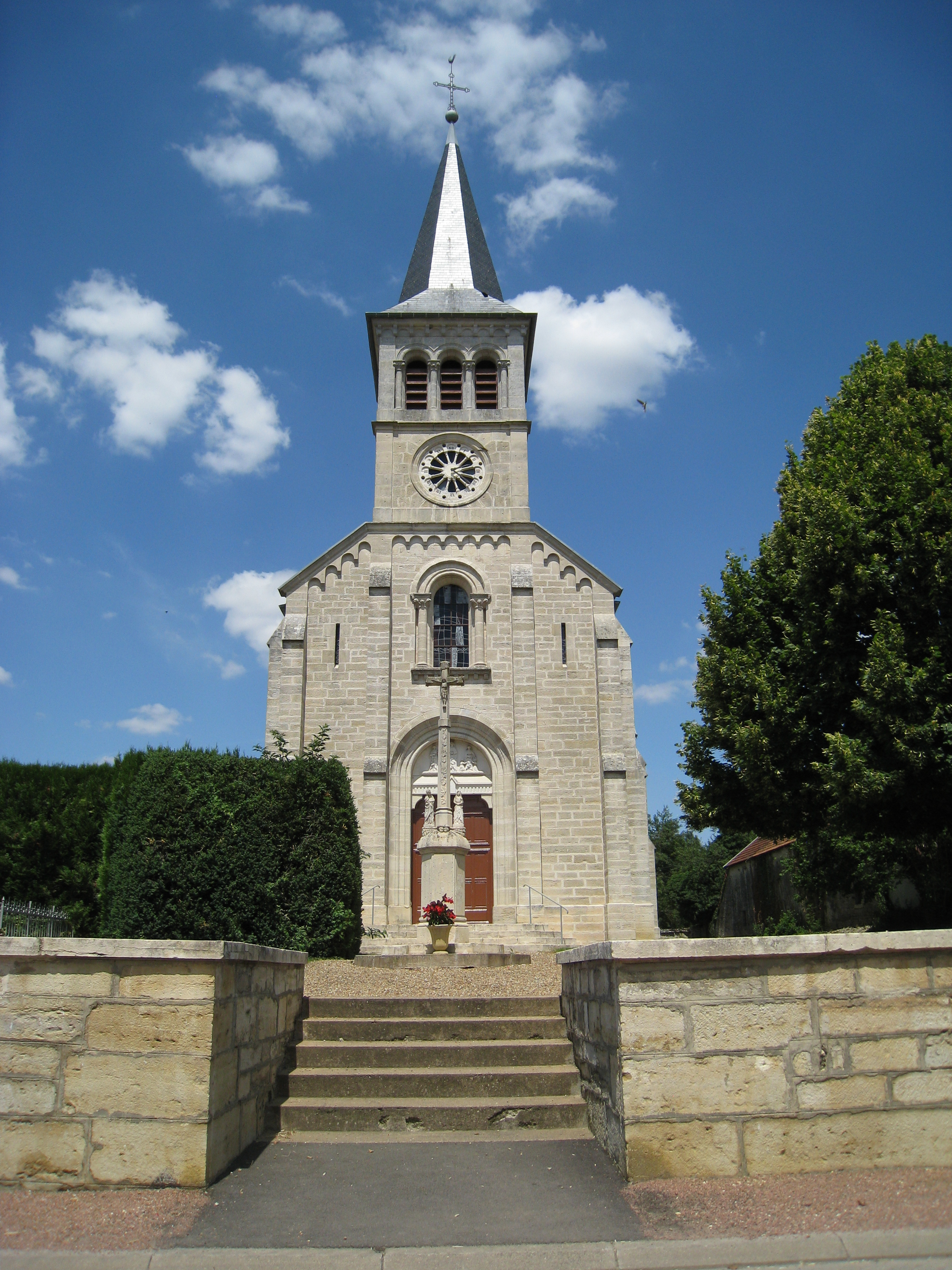
Geburtskirche

- Geburtskirche (Église de la Nativité)